# Oxyopes mirabilis
Oxyopes mirabilis är en spindelart som beskrevs av Zhang, Yang och Zhu 2005. Oxyopes mirabilis ingår i släktet Oxyopes och familjen lospindlar. Inga underarter finns listade i Catalogue of Life.